# Сан-Роке-ду-Піку
Са́н-Ро́ке-ду-Пі́ку (порт. São Roque do Pico; МФА: [ˈsɐ̃w ˈʁo.kɨ du ˈpi.ku], Са́н-Ро́ки-ду-Пі́ку) — муніципалітет і містечко в Португалії, в автономному регіоні Азорські острови. Розташований на острові Піку в Атлантичному океані, на теренах історичної португальської провінції Азори. Належить до Ангрської діоцезії Католицької церкви в Португалії. Права міського самоврядування має з 1542 року. Поділяється на 5 парафій.  Площа муніципалітету — 144,31 км², населення муніципалітету — 3388 ос. (2011); густота населення — 23,48 осіб/км²
. Патрон — Святий Рох (Роке). Святковий день муніципалітету — 16 серпня. Поштовий індекс — 9940.  Код місцевої адміністративної одиниці — 2017. Складова статистичного регіону Азори.

## Географія
Сан-Роке-ду-Піку розташований на Азорських островах в Атлантичному океані, на північному заході острова Піку.

## Населення
| Кількість мешканців | Кількість мешканців | Кількість мешканців | Кількість мешканців | Кількість мешканців | Кількість мешканців | Кількість мешканців | Кількість мешканців | Кількість мешканців | Кількість мешканців | Кількість мешканців | Кількість мешканців | Кількість мешканців | Кількість мешканців | Кількість мешканців | Кількість мешканців |
| ------------------- | ------------------- | ------------------- | ------------------- | ------------------- | ------------------- | ------------------- | ------------------- | ------------------- | ------------------- | ------------------- | ------------------- | ------------------- | ------------------- | ------------------- | ------------------- |
| 1864                | 1878                | 1890                | 1900                | 1911                | 1920                | 1930                | 1940                | 1950                | 1960                | 1970                | 1981                | 1991                | 2001                | 2011                |                     |
| 7 217               | 6 936               | 6 621               | 6 314               | 5 832               | 5 214               | 5 112               | 5 400               | 5 658               | 5 292               | 4 660               | 3 678               | 3 675               | 3 629               | 3 388               |                     |